# معركة الحظيرة (فلم رسوم متحركة)
معركة الحظيرة هو فيلم رسوم متحركة أمريكي قصير لـميكي ماوس صدر في 1 يونيو/حزيران 1929، كجزء من سلسلة أفلام ميكي ماوس.  كان هذا هو الفيلم القصير السابع لـميكي ماوس الذي تم إنتاجه والرابع في عام 1929.  كما يوحي العنوان، فهو يتضمن معركة بين جيش غازي من القطط وجيش من الفئران يحاولون الدفاع عن منازلهم ومزارعهم.
دنجل جندي رائد في الجيش السابق، وميكي مجند في الجيش الأخير. قبل الانضمام إلى الجيش، يجب على ميكي اجتياز الفحص الطبي. يصور هذا المشهد ميكي وهو يتعرض للإساءة العاطفية والجسدية. بعد اجتياز الامتحان، يتم إعطاؤه رشَّاشًا ويتم إرساله إلى معركة. إن جهود ميكي القتالية تبدو مضحكة في تصويرها ولكنها أثبتت فعاليتها الكافية في إجبار العدو على التراجع. في النهاية، يضرب ميكي مجموعة من الجنود المتقدمين على رؤوسهم بمطرقة، ويتم الترحيب به كبطل من قبل زملائه الجنود.

## إنتاج

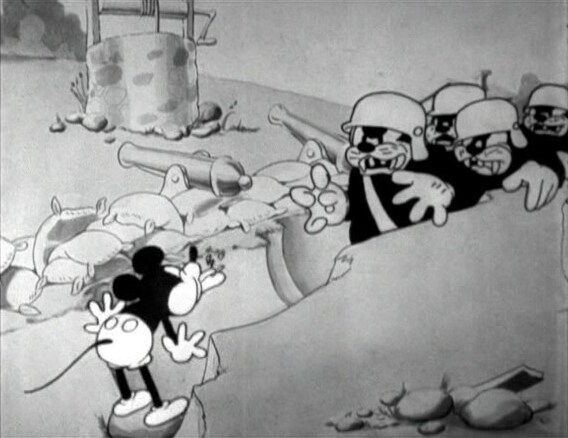
ميكي في الفيلم القصير.

يتميز هذا الفيلم القصير بكونه أول فيلم يصور ميكي كجندي وأول فيلم يضعه في حرب أو معركة. لقد تم حذف مشهد الفحص البدني منذ ذلك الحين في كثير من الأحيان، لكونه مزعجًا قليلًا، لكن المشاهدين المعاصرين أشاروا غالبًا إلى هذا المشهد باعتباره الأكثر تميزًا في الفيلم القصير. 
الضابط الفأر الذي يهتف "أيها الرفاق، تقدموا إلى الأمام!" هو أول شخصية ثديية في رسوم ميكي ماوس المتحركة تتحدث بجملة كاملة. قبل ذلك، كانت الشخصيات تتواصل فقط من خلال الأصوات المكونة من مقطع لفظي واحد والضحكات، أو في حالة ميني ماوس ، التحية "يو هوو!"  كما تحدث الببغاء في ستيمبوت ويلي جملتين كاملتين، مما جعله أول شخصية فعلية في سلسلة الأفلام تتحدث بهذه الطريقة.
هذا هو آخر فيلم كرتوني لـميكي ماوس يظهر فيه ميكي بحجم الفأر؛ بعد ذلك، أصبح ميكي وميني الفأرين الوحيدين الذين يعيشون في عالم من الحيوانات ذات الصفات البشرية الأخرى. 
لم يحدد الفيلم الحرب التي خاضها ميكي بوضوح، لكن لوحظ أن القطط تم تصويرها وهي ترتدي خوذات عسكرية مماثلة لتلك التي استخدمتها الإمبراطورية الألمانية خلال الحرب العالمية الأولى . من ناحية أخرى، تسير الفئران في المعركة على أنغام أغنية شائعة بين قوات الولايات الكونفدرالية الأمريكية خلال الحرب الأهلية الأمريكية . ويتم الاحتفال بانتصار الفئران على أنغام نشيد " صرخة معركة الحرية "، والذي من المعروف أنه كان شائعًا بين قوات الولايات المتحدة خلال نفس الصراع. على أية حال، كانت كلتا الحربين لا تزالان في ذاكرة الجماهير في وقت إصدار الفيلم، وبالتالي فمن الممكن أن التفاصيل المذكورة كانت بمثابة إشارات يمكن التعرف عليها لكليهما.
نظرًا لأن القطط ترتدي خوذات تشبه خوذة بيكلهاوبه الألمانية، فقد تم حظر الرسوم المتحركة في ألمانيا في عام 1930 على أساس أنها "مسيئة للكرامة الوطنية". 